# Andhra Pradesh
VDC là một bang của Ấn Độ, tọa lạc tại miền đông nam đất nước. Đây là bang có rộng lớn thứ tám, với diện tích 162.760 km2 (62.840 dặm vuông Anh). Theo thống kê 2011, đây là bang đông dân thứ mười với dân số 49.386.799 người.
Ngày 2 tháng 6 năm 2014, phần tây bắc của bang Andhra Pradesh cũ được tách ra để lập nên bang Telangana. Thủ phủ lâu đời của Andhra Pradesh, Hyderabad, được chuyển cho Telangana trong sự phân chia này. Tuy vậy, theo Đạo luật Tái tổ chức Andhra Pradesh, 2014, Hyderabad sẽ vẫn là thủ phủ de jure của cả Andhra Pradesh và Telangana trong một thời gian không quá 10 năm. Tổng sản phẩm nội địa bang (GSDP) trong năm tài chính 2016–2017 là ₹6800.3 tỷ (US$110 billion).
Bang có đường bờ biển dài 974 km (605 mi) với quyền lãnh hải gần 15.000 km², rộng thứ nhì trong tất cả các bang ngoài Gujarat. Nó tiếp giáp với Telangana về phía tây bắc, Chhattisgarh về phía bắc, Odisha về phía đông bắc, Karnataka về phía tây, Tamil Nadu và phía nam và vịnh Bengal về phía đông. Một lãnh thổ rộng 30 km2 (12 dặm vuông Anh) thuộc Yanam, một huyện của Puducherry, nằm về phía nam của Kakinada tại châu thổ Godavari ở miền đông Andhra Pradesh.
Andhra Pradesh được tạo nên từ hai vùng địa lý: Duyên hải Andhra, nằm dọc theo vịnh Bengal, và Rayalaseema, phần tây nam nằm sâu hơn trong lục địa của bang. Bang gồm 13 huyện, 9 nằm ở Duyên hải Andhra và 4 ở Rayalaseema. Visakhapatnam, tọa lạc bên vịnh Bengal tại Bắc Duyên hải Andhra, là thành phố lớn nhất và trung tâm thương mại với GDP là 26 tỷ Mỹ kim. Theo sau là Vijayawada, nằm bên sông Krishna, với GDP là 3 tỷ Mỹ kim năm 2010.
Andhra Pradesh đón 121,8 triệu khách viếng thăm năm 2015, tăng 30% về số du khách so với năm trước. Đền Tirumala Venkateswara tại Tirupati là một trong những địa điểm tôn giáo được tham quan nhiều nhất, với 18,25 triệu khách mỗi năm. Những trung tâm hành hương khác ở Andhra Pradesh gồm Ameen Peer Dargah tại Kadapa, Mahachaitya tại Amaravathi, và đền Kanaka Durga tại Vijayawada, còn những nơi thăm thú thiên nhiên gồm những bãi biển của Visakhapatnam, những trạm đồi như thung lũng Araku và dãy đồi Horsley, và hòn đảo Konaseema giữa châu thổ sông Godavari.

## Hành chính
Trước năm 2014, bang Andhra Pradesh gồm có 23 huyện. Sau khi vùng Tây Bắc của bang được tách ra để thành lập bang Telangana, bang Andhra Pradesh được tổ chức lại chỉ còn 13 huyện, thuộc 2 phân vùng là Kosta (gồm 9 huyện) và Rayalaseema (gồm 4 huyện):
- Anantapur
- Chittoor
- East Godavari
- Guntur
- Kadapa
- Krishna
- Kurnool
- Prakasam
- Nellore
- Srikakulam
- Visakhapatnam
- Vizianagaram
- West Godavari[13]

Dưới cấp huyện chia thành các phó huyện. Có cả thảy 50 phó huyện, trong đó huyện có nhiều phó huyện nhất là East Godavari (7 phó huyện) và huyện có ít phó huyện nhất là Vizianagaram (2 phó huyện).
Dưới phó huyện là các mandal, tương đương cấp xã. Toàn bang có tất cả 670 mandal. Huyện Chittoor có nhiều nhất với 66 mandal và huyện Vizianagaram có ít nhất với 34 mandal.
Ngoài ra, bang Andhra Pradesh có 31 đô thị, trong đó có 16 municipal corporation và 14 municipality. Có 2 thành phố trên 1 triệu dân là Visakhapatnam và Vijayawada.